# Parilyrgis intacta
Parilyrgis intacta är en fjärilsart som beskrevs av George Francis Hampson 1926. Parilyrgis intacta ingår i släktet Parilyrgis och familjen nattflyn. Inga underarter finns listade i Catalogue of Life.